# Plesionika brevipes
Plesionika brevipes is een garnalensoort uit de familie van de Pandalidae. De wetenschappelijke naam van de soort is voor het eerst geldig gepubliceerd in 1968 door Crosnier & Forest.